# خولیان کورونل
خولیان کورونل (اسپانیایی: Julián Coronel‎؛ زادهٔ ۲۳ اکتبر ۱۹۵۸) بازیکن فوتبال اهل پاراگوئه بود.
وی همچنین در تیم ملی فوتبال پاراگوئه بازی کرده‌است.